# 勒普莱西帕泰
勒普莱西帕泰（法語：Le Plessis-Pâté，法語發音：[lə plɛsi pate] ⓘ）是法国法兰西岛大区埃松省的一个市镇，属于帕莱索区。

## 地理
勒普莱西帕泰（48°36'50"N, 2°19'45"E）面积7.58 平方千米，位于法国法蘭西島大區埃松省，该省份为法国北部内陆省份，北起上塞纳省和马恩河谷省，西接厄尔-卢瓦省和伊夫林省，南至卢瓦雷省，东临塞纳-马恩省。
与勒普莱西帕泰接壤的市镇（或旧市镇、城区）包括：聖熱訥維耶沃-德布瓦、邦杜夫勒、奥尔日河畔布雷蒂尼、弗勒里梅罗日斯、勒德维尔、奥尔日河畔圣米歇尔、大韦尔。

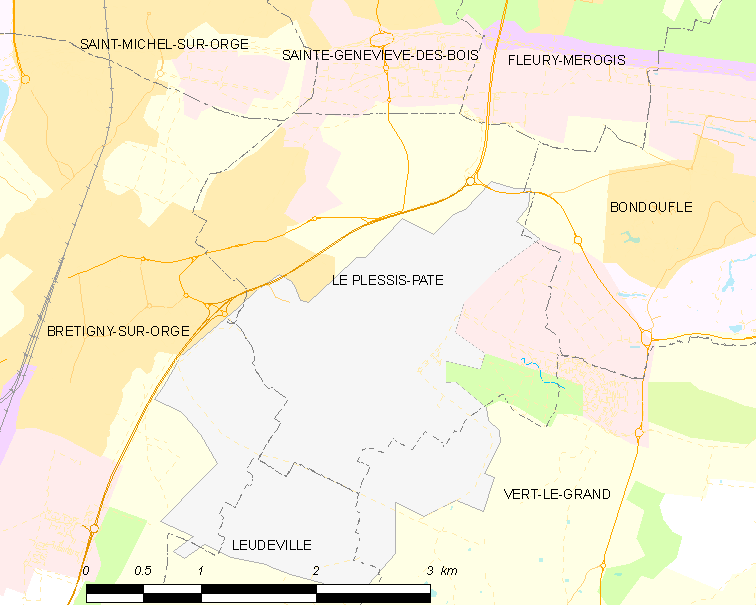
勒普莱西帕泰的OSM定位图

勒普莱西帕泰的时区为UTC+01:00、UTC+02:00（夏令时）。

## 行政
勒普莱西帕泰的邮政编码为91220，INSEE市镇编码为91494。

## 政治
勒普莱西帕泰所属的省级选区为里斯-奥朗日斯县。

## 人口

1962-2008年间勒普莱西帕泰人口变化图示

勒普莱西帕泰于2022年1月1日时的人口数量为4107人。